# Фаланово Брдо
Фаланово Брдо  су насељено место у Босни и Херцеговини у општини Коњиц у Херцеговачко-неретванском кантону које административно припада Федерацији Босне и Херцеговине. Према попису становништва из 1991. у насељу је живјело 81 становника.

## Географија
Насеље се налази на северној обали Јабланичког језера, преко пута насеља Острожац.
По последњем службеном попису становништва из 1991. године, у насељу Фаланово Брдо живео је 81 становник. Већинко становништно су били Хрвати.

## Становништво
| Националност       | 1991.       | 1981. | 1971. |
| Хрвати             | 80 (98,77%) |       |       |
| остали и непознато | 1 (1,23%)   |       |       |
| Укупно             | 81          |       |       |